# Inocencio López Santamaría
Inocencio López Santamaría (Sotovellanos, 28 dicembre 1874 – Salvador, 9 marzo 1958) è stato un missionario e vescovo cattolico spagnolo.

## Biografia
Il 29 maggio 1890 entrò come postulante tra i mercedari del convento di Poyo il 29 maggio 1890 e iniziò il noviziato il 25 dicembre 1890. Professò i voti solenni il 1º gennaio 1895 e fu ordinato prete a Tuy il 18 agosto 1897.
Fu maestro dei novizi e superiore del convento di Sarria, poi superiore di Poyo, membro del definitorio provinciale, vicario provinciale di Castiglia e vicario generale. Fu eletto maestro generale dell'ordine nel capitolo generale riunitosi a Roma nel 1919 e ricoprì la carica fino al 1925.
Eletto vescovo titolare di Trebenna e prelato di Bom Jesus do Gurguéia nel 1930, fu consacrato nel convento di Poyo; fece il suo ingresso ufficiale in São Raimundo Nonato il 18 febbraio 1931.
Si preoccupò di favorire le vocazioni, fondò collegi per l'insegnamento primario e magistrale nelle principali località della prelatura, aprì un patronato agricolo, eresse due nuove parrocchie e numerose cappelle. Nel 1938 fondò la congregazione delle Suore mercedarie missionarie del Brasile.
Morì in sanatorio e fu sepolto nella chiesa parrocchiale di São Raimundo Nonato.

## Genealogia episcopale
La genealogia episcopale è:
- Cardinale Scipione Rebiba
- Cardinale Giulio Antonio Santori
- Cardinale Girolamo Bernerio, O.P.
- Arcivescovo Galeazzo Sanvitale
- Cardinale Ludovico Ludovisi
- Cardinale Luigi Caetani
- Cardinale Ulderico Carpegna
- Cardinale Paluzzo Paluzzi Altieri degli Albertoni
- Papa Benedetto XIII
- Papa Benedetto XIV
- Papa Clemente XIII
- Cardinale Marcantonio Colonna
- Cardinale Giacinto Sigismondo Gerdil, B.
- Cardinale Giulio Maria della Somaglia
- Cardinale Carlo Odescalchi, S.I.
- Cardinale Costantino Patrizi Naro
- Cardinale Lucido Maria Parocchi
- Papa Pio X
- Papa Benedetto XV
- Cardinale Federico Tedeschini
- Vescovo Inocencio López Santamaría, O. de M.